# 2010無綫節目巡禮
《2010無綫節目巡禮》是香港電視廣播有限公司向廣告客戶公佈該公司預計於2010年所播出的劇集和節目之推廣活動，該活動於2009年11月10日在將軍澳電視廣播城舉行，並輯錄成《無綫繼續Good Show 2010》，司儀為鄭裕玲，於2009年12月5日香港時間21:45-23:00在無綫電視翡翠台及高清翡翠台播出。

## 翡翠台

### 劇集
- 於節目中播出宣傳片段之劇集：

| 劇集                   | 拍攝進度           | 演員 | 備註 |
| 《刑警》               | 播映完畢           | （詳見條目）                                                                                               | |
| 《巾幗梟雄之義海豪情》 | 播映完畢           | （詳見條目）                                                                                               | |
| 《談情說案》           | 播映完畢           | （詳見條目）                                                                                               | |
| 《五味人生》           | 播映完畢           | （詳見條目）                                                                                               | |
| 《蒲松齡》             | 播映完畢           | （詳見條目）                                                                                               | |
| 《囧探查過界》         | 播映完畢           | （詳見條目）                                                                                               | |
| 《摘星之旅》           | 播映完畢           | （詳見條目）                                                                                               | |
| 《公主嫁到》           | 播映完畢           | （詳見條目）                                                                                               | |
| 《法證先鋒III》        | 播映完畢（2011年） | （詳見條目）                                                                                               | 巡禮片段演員：鄭嘉穎、曹永廉、蕭正楠、洪天明、黎諾懿、曹敏莉、李亞男、楊秀惠、陳美詩、羅仲謙、除蕭正楠及黎諾懿外，劇集演員陣容完全不同 |
| 《女拳》               | 播映完畢（2011年） | （詳見條目）                                                                                               | |
| 《隔離七日情》         | 播映完畢（2011年） | 巡禮片段演員：歐陽震華、林保怡、郭羡妮、陳展鵬、蒙嘉慧、田蕊妮、陳鍵鋒、胡杏兒、麥長青及《畢打自己人》藝員 | 除郭羡妮、麥長青、喬寶寶、鄭欣宜外，其他演員陣容完全不同                                                                               |
| 《師父·明白了》        | 播映完畢（2013年） | 巡禮片演員：黃宗澤、謝天華、陳錦鴻、徐子珊                                                                 | 前名《武偈大師》，演員陣容完全不同 |

- 只輯錄於《2010無綫節目巡禮》場刊及《TVB周刊》之劇集：

| 劇集                 | 拍攝進度           | 演員                                     | 備註 |
| 《讀心神探》         | 播映完畢           | （詳見條目）                             |      |
| 《團圓》             | 播映完畢（2011年） | （詳見條目）                             |      |
| 《老蘭·士林·徐家匯》 | 取消製作           | 馬浚偉、邵美琪、唐詩詠、陳法拉、鄧健泓   |      |
| 《秋決》             | 取消製作           | 汪明荃、 伍詠薇、 馬德鐘、陳鍵鋒、楊思琦 |      |
| 《鷹狼傳奇》         | 取消製作           | 鄭嘉穎、楊怡、钟景辉、米雪               |      |
| 《對不起！我愛你！》 | 取消製作           | 李司棋、黃宗澤、岳華、陳茵媺             |      |

### 綜藝、資訊及文教
| 節目名稱                 | 製作進度 | 主持                                      | 備註                                   |
| ------------------------ | -------- | ----------------------------------------- | -------------------------------------- |
| 《活著》                 | 播映完畢 | 何守信、宣萱、徐子珊、劉倩婷              |                                        |
| 《正識第一》             | 播映完畢 | 張繼聰、鄧健泓                            |                                        |
| 《超級遊戲獎門人》       | 播映完畢 | 曾志偉、錢嘉樂、江欣燕、 金剛、王志安@EO2 |                                        |
| 《荃加福祿壽》           | 播映完畢 | 汪明荃、阮兆祥、李思捷、王祖藍            |                                        |
| 《超級巨聲2》            | 播映完畢 | 森美、田蕊妮                              |                                        |
| 上海世博會特備節目       | 播映完畢 | 馬德鐘、楊崢、楊思琦、劉璇、何傲兒        | 分為《上海世博最知味》、《上海世博行》 |
| 《尋味葡萄》             | 播映完畢 | 黃宗澤、葉澍堃、郭偉信                    |                                        |
| 《星星同學會》（至尊版） | 取消製作 | 吳君如、錢嘉樂                            |                                        |

## 明珠台

### 電影
- Michael Jackson's This Is It／Michael Jackson's This Is It
- 超人—強戰回歸／Superman Returns
- 蜘蛛俠3／Spider-Man 3
- 金剛／King Kong
- 虎膽龍威4.0／Live Free or Die Hard
- 神奇4俠：銀魔現身／Fantastic 4 Rise of the Silver Surfer
- 盜海豪情13皇牌／Ocean's Thirteen
- 禮儀師之奏鳴曲／Departures（英语：Departures (film)）
- 4條腿拯救隊／Over the Hedge
- 變形金剛／Transformers

### 劇集
全新播放
- 吸血新世代／The Vampire Diaries
- 2分17秒／FlashForward
- 換命先鋒／Three Rivers（英语：Three Rivers (TV series)）
- 錯體大狀／Drop Dead Diva
- 「法」妻／The Good Wife
- 目標人物／Human Target（英语：Human Target (TV series)）

新季度播放
- 24／24（第8季）
- 欲骨查／Bones（第3季）
- 鬼線人／Medium（第5季）
- F檔案／Fringe（第2季）
- 心計／The Mentalist（第2季）
- 狙魔人／Supernatural（英语：Supernatural (TV series)）（第5季）
- 賈神探／Castle（第2季）
- 靚太唔易做／Desperate Housewives（第6季）
- 迷／Lost（第6季）
- "俏"Betty／Ugly Betty（第4季）
- 兄弟．姊妹／Brothers & Sisters（第3季）
- 星級醜聞／Dirt（英语：Dirt (TV series)）（第2季）

### 紀錄片
- Life／Life
- 南太平洋／South Pacific
- 綠色工程／Eco-Engineering
- 發現新幾內亞／Expedition New Guinea
- 劃時代建築／Dan Cruickshank's Adventures in Architecture

### 生活
- 葡萄美酒／Uncorked! Wine Made Simple
- 大城小廚之致命飲食／Jamie's Eat to Save Your Life
- 港生活·港享受／Dolce Vita

### 體育
- 香港國際七人欖球賽／Rugby Sevens

### 其他
- 中國2010年上海世界博覽會／Shanghai Expo 2010
- 2010瑞士名錶展／Swiss Watch Fairs 2010
- 奧斯卡金像獎／The Oscars

## 高清翡翠台

### 劇集
韓國
- 善德女王
- IRIS
- 燦爛的遺產
- 熟女辛市長

日本
- BOSS
- CHANGE
- 愛．洗牌
- 女警奇案不思議

台灣
- 痞子英雄

中國大陸
- 西遊記（張紀中版本）（於2014年翡翠台同步播映）
- 倚天屠龍記（張紀中版本）

香港
- 機動部隊系列

### 紀錄片
- 綠宜居
- 型宅
- 絕椒
- A+酒店（第2輯）
- 敦煌
- 頤和園華麗背後
- 大三峡
- 台北故宮
- 世界文化遺產（第3輯）

## J2

### 自製節目
- My Name Is 邦
- 愛情研究院
- Sweet 16
- 潮人限定
- 上海闖蕩

### 劇集
韓國
- 千億寵愛在一身
- 擊夢擂台

日本
- 我的帥管家
- 守財奴
- 血色星期一

台灣
- 泡沫之夏
- 就想賴著妳
- 熱血青春

合拍（馬來西亞、泰國、台灣）
- 逆風18

### 綜藝
- 設計高人
- 闖關孖寶
- 呢間酒店真盞鬼
- 冒險王
- Kawaii TV
- 優遊天下
- 世界那麼大
- K-Pop
- Music Station

### 動畫
- 銀河鐵道物語
- IQ博士（重播）
- 華麗的挑戰
- 惡作劇之吻
- 黑執事
- 吸血鬼騎士
- 涼宮春日的憂鬱Ⅱ／小涼宮
- 東之伊甸
- 天堂之吻
- 銀魂（第2季）
- 噬魂師

## 收視
以下為本節目於香港無綫電視翡翠台、高清翡翠台之收視紀錄：
| 日期          | 平均收視 |
| ------------- | -------- |
| 2009年12月5日 | 19點     |